# Pomník rakouského 8. praporu polních myslivců (Čistěves)
Pomník rakouského 8. praporu polních myslivců se nalézá na jižním okraji lesa Svíbu u obce Čistěves v okrese Hradec Králové. Podél pomníku prochází červená turistická značka spojující Čistěves a Máslojedy. Pomník je chráněn jako kulturní památka ČR. Národní památkový ústav tento pomník uvádí v katalogu památek pod rejstříkovým číslem ÚSKP 46105/6-593.

## Popis
Pomník rakouského 8. praporu polních myslivců z bitvy u Hradce Králové z roku 1866 představuje stélu se stojící postavou polního myslivce. Pomník z přímořského (istrijského) vápence byl zhotoven podle návrhu vídeňského profesora Viktora Tilgnera. Pomník byl odhalen roku 1896.
Pomník představujuje v nadživotní velikosti rakouského polního myslivce 8. praporu, stojícího na stráži u hrobu svých v okolí pohřbených druhů. Stojí na balvanu, na němž je německý a český nápis na desce: "Udatným bojovníkům věnují věrní spolubratři". Pomník je ohrazen umělecky tepaným železným plotem. 

## Galerie

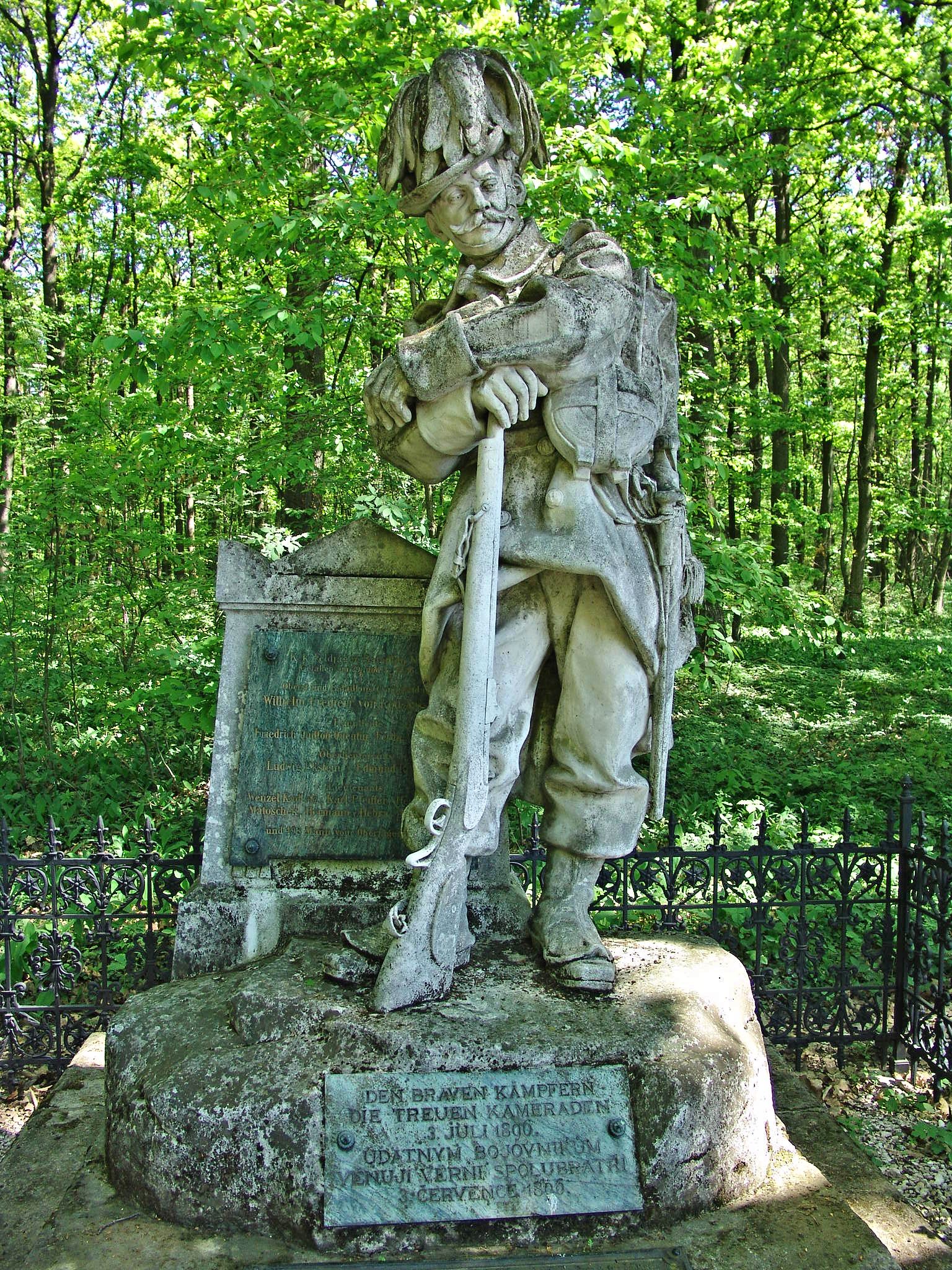
Pomník rakouského 8. praporu polních myslivců (Čistěves)
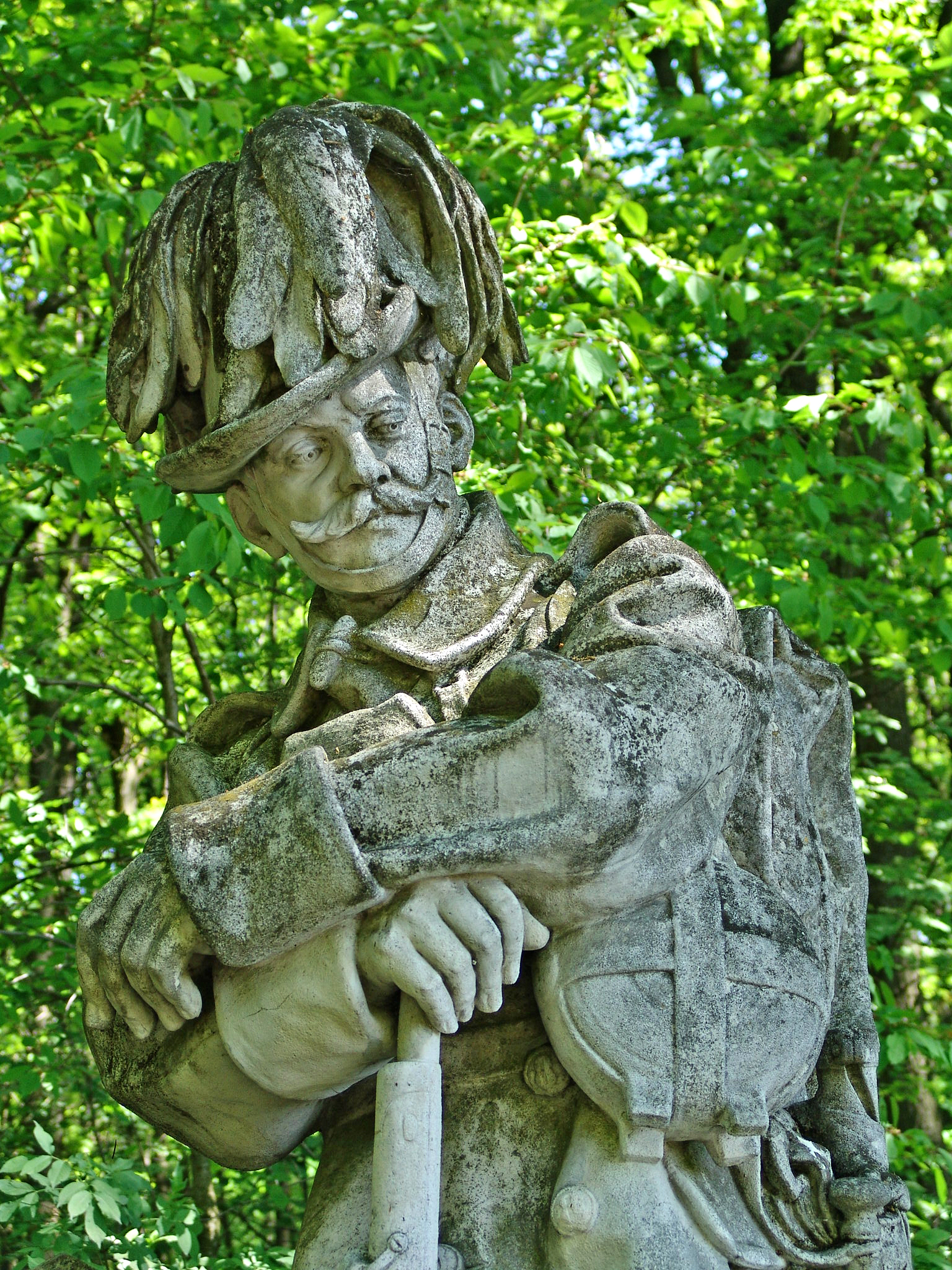
Pomník rakouského 8. praporu polních myslivců (Čistěves)